# Каєтано Ре
Каєтано Ре (ісп. Cayetano Ré, 7 лютого 1938, Асунсьйон — 26 листопада 2013, Ельче) — парагвайський футболіст, що грав на позиції нападника. По завершенні ігрової кар'єри — тренер. Він відомий тим, що був одним з перших професійних футболістів, які страждали синдромом Аспергера.
Виступав, зокрема, за «Барселону» та «Еспаньйол», а також національну збірну Парагваю, у складі якої був учасником чемпіонату світу.

## Клубна кар'єра
У дорослому футболі дебютував 1954 року виступами за команду клубу «Серро Портеньйо», в якій провів чотири сезони. Згодом з 1958 по 1959 рік грав у складі «Гуарані» (Асунсьйон).
У 1959 році він підписав контракт з іспанським клубом «Ельче». Після трьох сезонів з «Ельче» Ре підписав контракт з «Барселоною», де провів найкращі роки своєї кар'єри, особливо в 1964/65 сезоні, в якому забив 26 голів і виграв Трофей Пічічі кращому бомбардиру Ла Ліги). У наступному сезоні «Барселона» виграла Кубок ярмарків, перегравши у фіналі клуб «Реал Сарагоса», яку вдалося обіграти тільки після екстра-таймів (4:3). Більшість часу, проведеного у складі «Барселони», був основним гравцем атакувальної ланки команди. У складі «Барселони» був одним з головних бомбардирів команди, маючи середню результативність на рівні 0,67 голу за гру першості.
1966 року уклав контракт з «Еспаньйолом», у складі якого провів наступні п'ять років своєї кар'єри гравця. Граючи у складі «Еспаньйола» також здебільшого виходив на поле в основному складі команди.
Завершив професійну ігрову кар'єру у нижчоліговому клубі «Тарраса», за команду якого виступав протягом 1971—1972 років.

## Виступи за збірну
1957 року дебютував в офіційних матчах у складі національної збірної Парагваю. Наступного року у складі збірної був учасником чемпіонату світу 1958 року у Швеції, де забив гол у ворота Шотландії, його команда виграла з рахунком 3:2. Однак, у вирішальному матчі Парагвай не зумів обіграти Югославію, яка і пройшла далі.
Всього протягом кар'єри у національній команді, яка тривала 3 роки, провів у формі головної команди країни 16 матчів, забивши 7 голів.

## Кар'єра тренера
Розпочав тренерську кар'єру, очоливши тренерський штаб нижчолігового клубу «Ельденсе». Після цього працював з іншими іспанськими клубами «Альмерія», «Ельденсе», «Онтіньєнт», «Кордова» та «Ельче».
1984 року повернувся до Парагваю, де спочатку по року очолював клуби «Гуарані» (Асунсьйон) та «Серро Портеньйо», а 1986 року очолив тренерський штаб збірної Парагваю, з якою вийшов у фінальну стадію чемпіонату світу 1986 року  у Мексиці. Команда дійшла до 1/8 фіналу, де поступилася Англії з рахунком 3:0.
1987 року прийняв пропозицію попрацювати у мексиканському клубі «Некакса». Залишив команду з Агуаскальєнтеса 1988 року, після чого протягом одного року був головним тренером іспанської команди «Реал Бетіс».
В кінці кар'єри недовго працював з чилійським «Депортес Темуко», парагвайським «Серро Портеньйо» та іспанською «Сеутою».
Останнім місцем тренерської роботи був клуб «Гуарані» (Асунсьйон), головним тренером команди якого Каєтано Ре був протягом 2000 року.
Помер 26 листопада 2013 року на 76-му році життя у місті Ельче.

## Статистика виступів

### Клубна статистика
| Виступи           | Виступи           | Виступи           | Ліга | Ліга | Кубок країни | Кубок країни | Єврокубки | Єврокубки | Інші | Інші | Всього | Всього |
| Клуб              | Ліга              | Сезон             | Ігри | Голи | Ігри         | Голи         | Ігри      | Голи      | Ігри | Голи | Ігри   | Голи   |
| ----------------- | ----------------- | ----------------- | ---- | ---- | ------------ | ------------ | --------- | --------- | ---- | ---- | ------ | ------ |
| Ельче             | Прімера           | 1959/60           | 29   | 12   | 9            | 3            | —         | —         | —    | —    | 38     | 15     |
| Ельче             | Прімера           | 1960/61           | 27   | 5    | 1            | 0            | —         | —         | 2    | 2    | 30     | 7      |
| Ельче             | Прімера           | 1961/62           | 23   | 8    | 1            | 0            | —         | —         | —    | —    | 24     | 8      |
| Ельче             | Разом             | Разом             | 79   | 25   | 11           | 3            | 0         | 0         | 2    | 2    | 92     | 30     |
| Барселона         | Прімера           | 1961/62           | 0    | 0    | 0            | 0            | 1         | 0         | —    | —    | 1      | 0      |
| Барселона         | Прімера           | 1962/63           | 18   | 8    | 1            | 0            | 3         | 1         | —    | —    | 22     | 9      |
| Барселона         | Прімера           | 1963/64           | 27   | 17   | 8            | 6            | 4         | 1         | —    | —    | 39     | 24     |
| Барселона         | Прімера           | 1964/65           | 30   | 25   | 6            | 3            | 6         | 0         | —    | —    | 42     | 28     |
| Барселона         | Прімера           | 1965/66           | 9    | 5    | 0            | 0            | 1         | 0         | —    | —    | 10     | 5      |
| Барселона         | Разом             | Разом             | 84   | 55   | 15           | 9            | 15        | 2         | 0    | 0    | 114    | 66     |
| «Еспаньйол»       | Прімера           | 1965/66           | 0    | 0    | 4            | 2            | 3         | 1         | —    | —    | 7      | 3      |
| «Еспаньйол»       | Прімера           | 1966/67           | 28   | 6    | 1            | 0            | —         | —         | —    | —    | 29     | 6      |
| «Еспаньйол»       | Прімера           | 1967/68           | 30   | 9    | 4            | 1            | —         | —         | —    | —    | 34     | 10     |
| «Еспаньйол»       | Прімера           | 1968/69           | 28   | 5    | 2            | 1            | —         | —         | —    | —    | 30     | 6      |
| «Еспаньйол»       | Сегунда           | 1969/70           | 33   | 17   | 1            | 0            | —         | —         | —    | —    | 34     | 17     |
| «Еспаньйол»       | Прімера           | 1970/71           | 16   | 3    | 0            | 0            | —         | —         | —    | —    | 16     | 3      |
| «Еспаньйол»       | Разом             | Разом             | 119  | 40   | 12           | 4            | 3         | 1         | 0    | 0    | 134    | 45     |
| Всього за кар'єру | Всього за кар'єру | Всього за кар'єру | 182  | 120  | 38           | 16           | 18        | 3         | 2    | 2    | 240    | 141    |

## Титули і досягнення

### Командні
- Володар Кубка Іспанії (1):

«Барселона»: 1962—63
- Володар Кубка ярмарків (1):

«Барселона»: 1965–66
- Бронзовий призер Чемпіонату Південної Америки: 1959 (Аргентина)

### Особисті
- Трофей Пічічі: 1964–65 (26 голів)

## Особисте життя
Сестра Каєтано Ре була одружена з його колегою по тренерському штабу збірної Парагваю, Сальвадором Брельєю.